# Den církevního školství
Den církevního školství nebo také den církevních škol se koná vždy 16. září, tedy v památku sv. Ludmily. Slaví se od roku 2000, kdy jej vyhlásila Česká biskupská konference.